# Liste des vétérinaires célèbres
Les vétérinaires et les chirurgiens vétérinaires sont des professionnels de la santé qui opèrent exclusivement sur les animaux. Voici une liste de vétérinaires notables, réels et fictifs.

## Vétérinaires de la vie réelle

### A
- Wayne Allard (né en 1943) - sénateur américain (1997–2009)[1]
- Maurice Allen (né en 1937) - pathologiste vétérinaire[2]

### B
- Chris Back (né en 1950) - sénateur australien (2009-2017)
- Bernhard Lauritz Frederik Bang (1848–1932) - vétérinaire danois qui a découvert Brucella abortus
- Denis Barberet (1714-1770) - bibliographe et auteur français
- Harold William Bennetts (1898–1970) - Australien connu pour ses recherches sur le bétail et les effets toxiques des plantes australiennes indigènes
- Natanael Berg (1879–1957) - compositeur suédois
- Reidar Birkeland (né en 1928) - professeur à l'École norvégienne des sciences vétérinaires
- Baxter Black (né en 1945) - commentateur radio américain
- Marie-Claude Bomsel (née en 1946) - experte de la faune
- Alfred Boquet (1879-1947) - vétérinaire français, connu pour son travail à l'Institut Pasteur de Paris
- Claude Bourgelat (1712-1779) - fondateur de l'école vétérinaire française du XVIIIe siècle et de la première école vétérinaire du Monde à Lyon (France)
- Anton Johnson Brandt (1893–1951) - professeur d'anatomie pathologique à l'École norvégienne des sciences vétérinaires
- Chris Brown (né en 1978) - connu pour la série télévisée australienne Bondi Vet

### C
- Nelson R. Çabej (né en 1939) - biologiste de l'évolution et auteur albanais
- Charles J Coottes Campbell (1894-2001), vétérinaire équin britannique/du Commonwealth
- Louis J. Camuti (1893–1981) - premier vétérinaire américain pour chats
- Philibert Chabert (1737–1814) - agronome français qui a écrit sur le premier traité sur le contrôle de l'anthrax
- Craig Challen - plongeur et spéléologue australien
- John A. Charlton (1907-1977) - homme politique canadien
- Auguste Chauveau (1827-1917) - vétérinaire français, en l'honneur duquel la bactérie Clostridium chauvoei est nommée
- Matthew Clarke (né en 1973) - ancien footballeur professionnel australien
- Ken Coghill (né en 1944) - ancien homme politique australien
- Robert Cook - vétérinaire équin britannique
- Robin Coombs (1921–2006) - immunologiste britannique, co-découvreur du test de Coombs[3]
- Harry Cooper (né en 1943) - personnalité de la télévision australienne
- Miguel Cordero del Campillo (1925–2020) - parasitologue espagnol

### D
- Morné de la Rey (né en 1970) - vétérinaire sud-africain qui a été la première personne en Afrique à cloner un animal
- Darlene Dixon - vétérinaire américaine et pathologiste toxicologique[4]
- Sydney Dodd (1874–1926) - chirurgien vétérinaire britannique qui fut le premier maître de conférences en bactériologie vétérinaire à l'Université de Sydney
- Peter C. Doherty (né en 1940) - Chirurgien vétérinaire australien et chercheur co-récipiendaire du prix Nobel de physiologie ou médecine en 1996
- Mick Doyle (1941–2004) - joueur de rugby irlandais
- Petrus Johann du Toit (1888–1967) - vétérinaire sud-africain
- John Boyd Dunlop (1840–1921) - inventeur écossais du pneu

### E
- Henrik Edland (1905-1984) - professeur d'anatomie à l'École norvégienne des sciences vétérinaires
- John Ensign (né en 1958) - sénateur américain (2001-2011)[5]
- Raphaël Élizé, (1891-1945), un des premiers maires métis ou noir d'une commune de France métropolitaine.

### F
- Martin J. Fettman (né en 1956) - astronaute américain et pathologiste vétérinaire
- Kevin Fitzgerald (né en 1951) - vétérinaire documentaire télévisé américain
- Bruce Fogle (né en 1944) - vétérinaire canadien
- Birger Furugård (1887-1961) - homme politique suédois

### G
- Doug Galt - ancien homme politique canadien
- Pierre-Victor Galtier (1846-1908) - vétérinaire français, remarquable pour ses recherches sur la rage
- Hugh Gordon (1909–2002) - parasitologue australien
- John Russell Greig (1889-1963) - vétérinaire écossais, remarquable pour ses recherches sur la fièvre de lait[6]
- Camille Guérin (1872-1961) - a développé un vaccin contre la tuberculose

### H
- James Hallen (1829-1901) - vétérinaire britannique qui a été surintendant général de l'élevage de chevaux en Inde[7]
- Greg J. Harrison - vétérinaire aviaire
- Susanne Hart (1927– 2010) - environnementaliste sud-africaine
- Antonie Marinus Harthoorn (1923–2012) - défenseur de l'environnement qui a travaillé en Afrique
- Herbert Haupt (né en 1947) - homme politique autrichien
- James Herriot (1916–1995) - nom de plume de James Alfred Wight, auteur de livres sur les animaux[8]
- Vanessa M. Hirsch - pathologiste vétérinaire et virologue canado-américaine
- Thomas William Hogarth (1901–1999) - vétérinaire écossais-australien, écrivain sur les chiens
- John Holt (1931–2013) - vétérinaire australien et tireur sportif
- William Hunting (1846–1913) - fondateur de The Veterinary Record[9],[10]

### J
- Dawda Jawara (1924-2019) - premier président de la Gambie
- Joan O. Joshua (1912–1993)[11]

### L
- Amy K. LeBlanc - oncologue vétérinaire américaine
- Richard M. Linnehan (né en 1957) - astronaute américain
- Buster Lloyd-Jones (1914-1980) - vétérinaire britannique
- Gérard Larcher - président du sénat Français

### M
- Svend Lomholt (1888–1949) - vétérinaire danois
- Zoltán Magyar (né en 1953) - gymnaste hongrois; médaillé d'or au cheval d'arçons masculin aux Jeux olympiques d'été de 1976 et 1980
- Miguel Ángel J. Márquez Ruiz - vétérinaire mexicain
- Tracey McNamara - pathologiste vétérinaire au zoo du Bronx qui a joué un rôle central dans l'identification de la première épidémie de virus du Nil occidental aux États-Unis
- Keith Meldrum (né en 1937) - vétérinaire en chef du Royaume-Uni (1988–1997)
- Veranus Alva Moore (1859–1931) - Doyen du Collège de médecine vétérinaire de l'Université Cornell (1908–1929)[12]
- Suzanne Morrow (1930–2006) - Patineuse artistique canadienne qui a prêté le serment officiel aux Jeux olympiques d'hiver de 1988

### N
- Denis Napthine (né en 1952) - homme politique australien
- Rich Nye (né en 1944) - lanceur de baseball professionnel américain devenu animal exotique / vétérinaire aviaire[13]

### O
- Peter Ostrum (né en 1957) - enfant acteur qui était Charlie Bucket dans le film Willy Wonka et la chocolaterie de 1971

### P
- Frederick Douglass Patterson (1901-1988) - récipiendaire de la médaille présidentielle de la liberté en 1987, la plus haute distinction civile aux États-Unis
- Sonny Perdue (né en 1946) - homme politique américain, ancien gouverneur de Géorgie
- Brian Perry (né en 1946) - épidémiologiste
- Walter Plowright (1923–2010) - scientifique vétérinaire anglais qui a travaillé pour éradiquer la peste bovine

### R
- Nicky Rackard (1922-1976) - lanceur irlandais
- Carl Gottlob Rafn (1769–1808) - scientifique multidisciplinaire danois[14]
- Robert L. Rooks - vétérinaire américain
- John Gunion Rutherford (1857-1923) - homme politique canadien[15]

### S
- Suzanne Saueressig (1924-2013) - première femme vétérinaire en exercice dans le Missouri
- Elmo Shropshire (né en 1936) - mieux connu comme le chanteur de la nouvelle chanson de Noël " Grandma Got Run Over By a Reindeer "
- Brian Sinclair (1915-1988) - surtout connu pour son association avec James Alfred Wight
- Donald Sinclair (1911-1995) - connu comme partenaire de James Alfred Wight
- Danielle Spencer (née en 1965) - actrice
- Harry Spira - Pionnier australien des technologies d'élevage canin
- Leonid Stadnyk (1970-2014) - vétérinaire ukrainien réputé pour sa taille
- Harry Steele-Bodger (1896–1952) - vétérinaire britannique
- Michael G. Strain (1959–) - vétérinaire américain qui est le commissaire sortant de l'agriculture et des forêts de la Louisiane

### T
- Arnold Theiler (1867–1936) - a décrit la maladie du cheval connue sous le nom de maladie de Theiler[16]
- James Thomson (né en 1958) - biologiste du développement américain qui a dérivé la première lignée de cellules souches embryonnaires humaines en 1998
- Simon Fraser Tolmie (1867-1937) - homme politique canadien[17]
- Debbye Turner (née en 1965) - Miss America 1990, vétérinaire résidente pour The Early Show de CBS[18]

### V
- Erik Viborg (1759–1822) - vétérinaire et botaniste danois[19]

### W
- Hugh Wirth (1939–2018) - défenseur australien du bien-être des animaux auprès de RSPCA Australia, radiodiffuseur[20]

### Y
- Sophia Yin (1966-2014) - comportementaliste animale américaine et pionnière de la formation de renforcement positif pour les animaux de compagnie[21]

### Z
- Robert Zammit - vétérinaire de la télévision australienne

## Vétérinaires fictifs
- Extrait du feuilleton britannique Emmerdale :
  - Rhona Goskirk
  - Roi Max
  - Paddy Kirk
  - Hari Prasad
  - Zoé Tate
- Extrait du feuilleton australien Neighbours :
  - Steve Parker
  - Gemma Ramsay
- De la série de livres pour enfants The Story of Doctor Dolittle : Doctor Dolittle
- De la série télévisée américaine The Walking Dead : Hershel Greene
- De la série dramatique sud-coréenne Hey Ghost, Let's Fight : Joo Hye-sung

## Sources et références
1. ↑  « ALLARD, A. Wayne - Biographical Information », Biographical Directory of the United States Congress (consulté le 1er janvier 2018)
2. ↑  Foot and mouth disease : the 1967 outbreak and its aftermath, London, Wellcome Trust Centre for the History of Medicine at UCL, 2003 (ISBN 9780854840960, lire en ligne), p. 85
3. ↑  Pincock, « Robert Royston Amos (Robin) Coombs », The Lancet, vol. 367, no 9518,‎ avril 2006, p. 1234 (DOI 10.1016/S0140-6736(06)68528-0, S2CID 53296550)
4. ↑  « Black History Month observed at NIEHS, NIH (Environmental Factor, February 2019) », National Institute of Environmental Health Sciences (consulté le 1er janvier 2021) Cet article contient des extraits d'une publication dont le contenu se trouve dans le domaine public.
5. ↑  « ENSIGN, John Eric - Biographical Information », Biographical Directory of the United States Congress (consulté le 1er janvier 2018)
6. ↑  « Dr. J. Russell Greig, C.B.E. », Canadian Journal of Comparative Medicine and Veterinary Science, vol. 18, no 12,‎ décembre 1954, p. 419–22 (PMID 17648774, PMCID 1791778)
7. ↑  Williams, W. Owen, « Obituary Notices. Veterinary Lieutenant-Colonel James H.B. Hallen, C.I.E., FRCSE, FRCVS », Proceedings of the Royal Society of Edinburgh, vol. 24,‎ 1902, p. 642–645 (DOI 10.1017/S0370164600008233)
8. ↑  (en-US) Mary B. W. Tabor, « James Herriot, 78, Writer, Dies; Animal Stories Charmed People », The New York Times,‎ 24 février 1995 (ISSN 0362-4331, lire en ligne, consulté le 25 décembre 2022)
9. ↑  « William Hunting FRCVS », American Veterinary Review, vol. 44,‎ janvier 1914, p. 436 (lire en ligne)
10. ↑  Clark, « 130 years of Recording veterinary knowledge », Veterinary Record, vol. 183, no 2,‎ 12 juillet 2018, p. 41 (PMID 30002166, DOI 10.1136/vr.k3068, S2CID 51616419)
11. ↑  International Women in Science – A Biographical Dictionary to 1950, Santa Barbara, California, ABC-CLIO, 2001, 156 p. (ISBN 1-57607-090-5, lire en ligne), « Joshua, Joan Olive »
12. ↑  Gage, « Veranus Alva Moore, 1859-1931 », Journal of Bacteriology, vol. 22, no 1,‎ juillet 1931, iv.2–5 (PMID 16559507, PMCID 533247, DOI 10.1128/jb.22.1.iv.2-5.1931)
13. ↑  « Richard R. Nye, DVM » [archive du 14 juillet 2011], Ness Exotic Wellness Center (consulté le 3 décembre 2010)
14. ↑  (da) Carl Frederik Bricka, Dansk Biografisk Lexikon / XIII, 1905 (lire en ligne), p. 354
15. ↑  « Profile - Rutherford, John Gunion », Parliament of Canada. Library of Parliament (consulté le 13 mars 2018)
16. ↑  Verwoerd, « Theiler, Dr Sir Arnold (veterinary science) », S2A3 Biographical Database of Southern African Science, 25 décembre 2014 (consulté le 21 mars 2018)
17. ↑  « Profile - Tolmie, Simon Fraser », Library of Parliament, Canada (consulté le 21 mars 2018)
18. ↑  Hendricks, « Debbye Turner Bell (1965–) - Encyclopedia of Arkansas », The Central Arkansas Library System, 16 avril 2014 (consulté le 22 mars 2018)
19. ↑  (da) Carl Frederik Bricka, Dansk Biografisk Leksikon / XVIII, Copenhagen, 1904 (lire en ligne), p. 514
20. ↑  (en) « 'One of a kind' former RSPCA Victoria president Hugh Wirth dies », ABC News,‎ 5 février 2018 (lire en ligne, consulté le 13 mars 2018)
21. ↑  « Obituaries | Sophia Yin », American Veterinary Medical Association, 30 décembre 2014 (consulté le 19 septembre 2020)